# Kizilsu
Kizilsu (forenklet kinesisk: 克孜勒苏; traditionel kinesisk: 克孜勒蘇; pinyin: Kèzīlèsū; Wade-Giles: Kò-tzū-lè-sū; uighurisk: قىزىلسۇ; uighur-latin: Qizilsu) er et autonomt præfektur for kirgisere og liggeri den sydvestlige del af Xinjiang i Folkerepublikken Kina. Kizilsu har et areal på 70.916 km² og en befolkning på omkring 500.000 mennesker, med en tæthed på 7 indb./km² (2007).

## Administrative enheder
Det autonome præfektur Kizilsu har jurisdiktion over et byamt (市 shì) og 3 amter (县 xiàn).
| Kort              | Kort    | Kort     | Kort        | Kort                | Kort                       | Kort                   | Kort        | Kort      |
| ----------------- | ------- | -------- | ----------- | ------------------- | -------------------------- | ---------------------- | ----------- | --------- |
| Kort over Kizilsu |         |          |             |                     |                            |                        |             |           |
| #                 | Navn    | Hanzi    | Pinyin      | Uighur (kona yezik̡) | Uighur-latin (yengi yezik̡) | Befolkning (2003 est.) | Areal (km²) | Indb./km² |
| Byamt             |         |          |             |                     |                            |                        |             |           |
| 1                 | Artux   | 阿图什市 | Ātúshí Shì  | ئاتۇش شەھىرى        | Atush Shehiri              | 210.000                | 15.698      | 13        |
| Amter             |         |          |             |                     |                            |                        |             |           |
| 2                 | Akto    | 阿克陶县 | Ākètáo Xiàn | ئاقتو ناھىيىسى      | Aqto Nahiyisi              | 170.000                | 24.555      | 7         |
| 3                 | Akqi    | 阿合奇县 | Āhéqí Xiàn  | ئاقچى ناھىيىسى      | Aqchi Nahiyisi             | 40.000                 | 11.545      | 3         |
| 4                 | Ulugqat | 乌恰县   | Wūqià Xiàn  | ئۇلۇغچات ناھىيىسى   | Ulughchat Nahiyisi         | 50.000                 | 19.118      | 3         |

## Etnisk sammensætning
| Folkegruppe | Antal   | Andel  |
| ----------- | ------- | ------ |
| Uighurer    | 281.306 | 63,98% |
| Kirgisere   | 124.533 | 28,32% |
| Han         | 28.197  | 6,41%  |
| Tadsjiker   | 4.662   | 1,06%  |
| Hui         | 432     | 0,1%   |
| Andre       | 558     | 0,13%  |

39°40′N 76°43′Ø / 39.667°N 76.717°Ø